# American Guinea Pig: The Song of Solomon
American Guinea Pig: The Song of Solomon ist ein US-amerikanischer Splatterfilm von Stephen Biro aus dem Jahr 2017. Der Film handelt von einem Exorzismus und ist Teil der American-Guinea-Pig-Filmreihe.

## Handlung
Die hochschwangere Mary ist von einem uralten Dämonen aus der Zeit von Salomo besessen. Nachdem sie ihren Vater auf Grund von unberechtigten Missbrauchsvorwürfen in den Selbstmord getrieben hat, nehmen sich die beiden Pater Blake und Corbin der Sache an. Sie beginnen einen Exorzismus. Beide versagen jedoch, nachdem Mary in den Geist von Corbin eindringen kann und ihn wegen Missbrauchsvorwürfen dazu drängt, seine Zunge aus dem Mund zu reißen. Pater Blake wird dazu gezwungen, seine eigenen Augen herauszureißen.
Der Ordinarius überzeugt nun Pater Powell, einen ehemaligen Soldaten, den Exorzismus fortzuführen. Zunächst muss er jedoch Pater Corbin töten, der vom Dämonen besessen ist und ihn angreift. Kurz darauf erwacht auch Pater Blake zum Leben. Auch diesen muss Powell töten. Schließlich kann er den Exorzismus fortführen, bis Mary beginnt, ihre Gedärme zu erbrechen und wieder zu verspeisen. Geschockt von diesen Eindrücken ist seine Abwehr geschwächt und es gelingt Mary, ihn dazu zwingen, eine unheilige Taufe im Blut zu vollziehen. Powell stirbt am Blutverlust. Anschließend tötet Mary eine Krankenschwester.
Wieder gelingt es dem Ordinarius, einen Priester von der Durchführung eines Exorzismus zu überzeugen. Pater Lawson ist aber schwach und hatte bereits gegen einen Dämonen verloren. Und so ist es ein leichtes für Mary, dessen Widerstand zu brechen. Dazu singt sie das Lied von Salomon. Er wird gezwungen, mit ihr zu schlafen. Kurz darauf befreit sich das Kind aus dem Mutterleib, wobei die besessene Mutter stirbt. Lawson bringt das Kind nach draußen, wo der Ordinarius es in Empfang nimmt.
Der Ordinarius hatte die Niederkunft der Frau initiiert, da er wusste, dass es sich bei ihrem Kind um den Antichristen handeln musste. Die Geburt des Antichristen kündigt auch die Rückkehr von Jesus Christus an, womit die Apokalypse beginnt.

## Hintergrund
Stephen Biro arbeitete bereits seit dem ersten Teil von American Guinea Pig an einem Horrorfilm im Stile von Der Exorzist. Dazu besorgte er sich einige Literatur zur Praxis des Exorzismus in der katholischen Kirche sowie einige Reliquien, die bei einem Exorzismus Anwendung fanden. Für die Effekte wandte er sich an Marcus Koch, der bei American Guinea Pig 2: Bloodshock Regie führte. Für die Aufnahmen mietete er eine Blockhütte in Florida an, wo die Dreharbeiten stattfanden. Der Film wurde zum Teil über die Crowdfunding-Plattform Indiegogo finanziert.
Als Darsteller konnte Biro zum einen Jessica Cameron als Darstellerin der besessenen Frau gewinnen, zum anderen auch den Regisseur Jim Van Bebber, der beim ersten American Guinea Pig als Kameramann arbeitete. Der Film enthält einige Anspielungen auf Der Exorzist, zum einen durch die Schauspielerei von Jessica Cameron, aber auch Details wie die Treppenszene am Ende. Weitere Anspielungen finden durch die Effekte statt. Das Herauswürgen der Gedärme wurde in ähnlicher Form bei Ein Zombie hing am Glockenseil (1980) von Lucio Fulci gezeigt.

## Veröffentlichung
Der Film erlebte seine Premiere am 7. Oktober 2017 auf dem Sitges Festival Internacional de Cinema Fantàstic de Catalunya und wurde anschließend auf einigen Filmfestivals gezeigt. Unearthed Films übernahm die DVD- und Blu-Ray-Veröffentlichung. Zwar sträubte sich Biro etwas gegen American Guinea Pig im Titel, weil er dachte, dass dies den Vertrieb etwas einschränken könnte, entschloss sich aber dann doch, den Film in die Reihe aufzunehmen.
Die deutsche Veröffentlichung erfolgte über Astro Records & Filmworks in der neu aufgelegten Blauen Edition in einem Mediabook mit einem Booklet von Mike Blankenburg, dem Herausgeber des Fanzines Dead Ends. Als Bonus-Film findet sich Happy Hell Night im Mediabook.
Der Rechteinhaber Stephen Biro (Unearthed Films) hatte diese Veröffentlichung öffentlich als Bootleg bezeichnet. Oliver Krekel von Astro verwies jedoch auf einen bestehenden Vertrag. Hintergrund ist ein anhaltender Rechtsstreit zwischen den beiden Independent-Filmemachern, der auch eine Astro-Records-Veröffentlichung von A Serbian Film betrifft.

## Rezeption
Das Filmmagazin Art of Horror erklärte den Film zum Titelthema seiner zweiten Ausgabe und lobte den Film: „Die darstellerische und technische Qualität des Films ist durchgehend auf hohem Niveau. (…) Song of Solomon ist definitiv kein Guinea Pig im typischen Sinn, jedoch ein extrem guter, widerlicher, blutiger, eigenständiger Film mit konsequentem Ende. Kaufempfehlung!“